# Bașkivți, Șumsk
Bașkivți (în ucraineană Башківці) este un sat în comuna Tîleavka din raionul Șumsk, regiunea Ternopil, Ucraina.

## Demografie
Componența lingvistică a localității Bașkivți
     Ucraineană (100%)
Conform recensământului din 2001, toată populația localității Bașkivți era vorbitoare de ucraineană (100%).